# Catalina Meyer
Catalina Ángela Meyer Busquets (1926 – Osorno, 8 maggio 2021) è stata una cestista cilena.

## Carriera
Con il Cile ha disputato i Campionati mondiali del 1953 e ha vinto due medaglie d'oro ai Campionati sudamericani (1946, 1950).